# Equipos participantes en la Copa Asiática 2015
Los equipos participantes en la Copa Asiática 2015 son las 16 selecciones que tomaron parte de la decimosexta edición de la Copa Asiática a realizarse en Australia, 15 de las cuales lograron su clasificación vía torneos clasificatorios que se unen a la selección del país anfitrión.
Cada asociación miembro participante debe entregar a la Confederación Asiática de Fútbol (AFC) una lista preliminar con no más de 50 y no menos de 18 jugadores, 3 de los cuales deben ser porteros, hasta el 9 de diciembre de 2014. Si alguna asociación no puede registrar el mínimo de 18 jugadores se le considera retirada del torneo de acuerdo al reglamento del mismo. Una vez que la AFC ha recibido la lista preliminar y terminado el plazo de entrega, bajo ninguna circunstancia se permite adiciónar o reemplazar a algún jugador, incluso si no se alcanzó el registro máximo de 50 jugadores.
Luego de esto, cada asociación miembro participante debe presentar a la AFC una lista final con un mínimo de 18 y un máximo de 23 jugadores, 3 de los cuales deben ser porteros, hasta la fecha límite del 30 de diciembre de 2014. La lista final debe estar compuesta solo por jugadores que integraron la lista preliminar presentada anteriormente, las camisetas de los jugadores deben ser numeradas desde el número uno hasta el número de jugadores que componen la lista final, el número uno debe ser asignado a uno de los porteros. Una vez que la AFC ha recibido la lista final y terminado el plazo de entrega, se permite reemplazar a cualquier jugador registrado hasta 6 horas antes del primer partido de su selección en el torneo, bajo las siguientes condiciones:
- Cualquier jugador reemplazante debe haber sido registrado en la lista preliminar.
- A los jugadores reemplazantes solo se le asignarán los dorsales libres.
- Los jugadores reemplazantes solo pueden ser registrados luego de recibir su carta de acreditación por parte de la AFC.

Las listas finales fueron publicadas por la AFC el 7 de enero de 2015.

## Resumen
| Selección              | Vía de clasificación          | Fecha de clasificación  | Participación | Última participación | Mejor participación              | Ranking FIFA |
| ---------------------- | ----------------------------- | ----------------------- | ------------- | -------------------- | -------------------------------- | ------------ |
| Arabia Saudita         | 1.º Grupo C                   | 15 de noviembre de 2013 | 9.ª           | 2011                 | Campeón (1984, 1988, 1996)       |              |
| Australia              | Anfitrión                     | 5 de enero de 2011      | 3.ª           | 2011                 | Subcampeón (2011)                |              |
| Baréin                 | 1.º Grupo D                   | 15 de noviembre de 2013 | 5.ª           | 2011                 | 4.º lugar (2004)                 |              |
| Catar                  | 2.º Grupo D                   | 19 de noviembre de 2013 | 9.ª           | 2011                 | 5.º lugar (1984, 1988)           |              |
| China                  | Mejor 3.er lugar              | 5 de marzo de 2014      | 11.ª          | 2011                 | Subcampeón (1984, 2004)          |              |
| Corea del Norte        | Campeón Copa Desafío 2012     | 19 de marzo de 2012     | 4.ª           | 2011                 | 4.º lugar (1980)                 |              |
| Corea del Sur          | 3.er lugar Copa Asiática 2011 | 28 de enero de 2011     | 13.ª          | 2011                 | Campeón (1956, 1960)             |              |
| Emiratos Árabes Unidos | 1.º Grupo E                   | 15 de noviembre de 2013 | 9.ª           | 2011                 | Subcampeón (1996)                |              |
| Irak                   | 2.º Grupo C                   | 5 de marzo de 2014      | 8.ª           | 2011                 | Campeón (2007)                   |              |
| Irán                   | 1.º Grupo B                   | 19 de noviembre de 2013 | 13.ª          | 2011                 | Campeón (1968, 1972, 1976)       |              |
| Japón                  | Campeón Copa Asiática 2011    | 25 de enero de 2011     | 8.ª           | 2011                 | Campeón (1992, 2000, 2004, 2011) |              |
| Jordania               | 2.º Grupo A                   | 4 de febrero de 2014    | 3.ª           | 2011                 | 6.º lugar (2011)                 |              |
| Kuwait                 | 2.º Grupo B                   | 19 de noviembre de 2013 | 10.ª          | 2011                 | Campeón (1980)                   |              |
| Omán                   | 1.º Grupo A                   | 19 de noviembre de 2013 | 3.ª           | 2007                 | 9.º lugar (2004)                 |              |
| Palestina              | Campeón Copa Desafío 2014     | 30 de mayo de 2014      | 1.ª           | Ninguna              | Sin antecedentes                 |              |
| Uzbekistán             | 2.º Grupo E                   | 19 de noviembre de 2013 | 6.ª           | 2011                 | 4.º lugar (2011)                 |              |

## Arabia Saudita
- Lista preliminar 26 jugadores anunciada el 24 de diciembre de 2014.[3][4]
- Lista final de 23 jugadores anunciada el 30 de diciembre.[5]

| #     | Nombre                | Nombre en camiseta | Posición       | Edad           | PJ Sel         | G              | Club           |
| ----- | --------------------- | ------------------ | -------------- | -------------- | -------------- | -------------- | -------------- |
| 1     | Waleed Abdullah       | WALEED             | Portero        | 28             | 58             | 0              | Al-Shabab      |
| 2     | Saeed Al-Muwallad     | SAEED              | Defensa        | 23             | 0              | 0              | Al-Ahli        |
| 3     | Osama Hawsawi         | OSAMA              | Defensa        | 30             | 97             | 6              | Al-Ahli        |
| 4     | Abdullah Al-Zori      | ALDOSSARY          | Defensa        | 27             | 37             | 1              | Al-Hilal       |
| 5     | Omar Hawsawi          | OMAR               | Defensa        | 29             | 2              | 0              | Al-Nassr       |
| 6     | Mustafa Al-Bassas     | MUSTAFA            | Centrocampista | 21             | 8              | 0              | Al-Ahli        |
| 7     | Salman Al-Faraj       | SALMAN             | Centrocampista | 25             | 5              | 0              | Al-Hilal       |
| 8     | Yahya Al-Shehri       | YAHIA              | Centrocampista | 24             | 20             | 0              | Al-Nassr       |
| 9     | Naif Hazazi           | HAZAZI             | Delantero      | 26             | 37             | 9              | Al-Shabab      |
| 10    | Mohammed Al-Sahlawi   | ALSAHLAWI          | Delantero      | 27             | 12             | 4              | Al-Nassr       |
| 11    | Waleed Bakshwin       | BAKSHWN            | Centrocampista | 25             | 4              | 0              | Al-Ahli        |
| 12    | Hassan Muath Fallatah | H.MUATH            | Defensa        | 28             | 48             | 3              | Al-Shabab      |
| 13    | Yasser Al-Shahrani    | YASIR              | Defensa        | 22             | 10             | 0              | Al-Hilal       |
| 14    | Saud Kariri           | KARIRI             | Centrocampista | 34             | 125            | 6              | Al-Hilal       |
| 15    | Nasser Al-Shamrani    | NASSIR             | Delantero      | 31             | 63             | 13             | Al-Hilal       |
| 16    | Motaz Hawsawi         | MOTAZ              | Defensa        | 22             | 3              | 0              | Al-Ahli        |
| 17    | Taisir Al-Jassim      | TAISEER            | Centrocampista | 30             | 90             | 10             | Al-Ahli        |
| 18    | Salem Al-Dawsari      | SALEM              | Centrocampista | 23             | 11             | 1              | Al-Hilal       |
| 19    | Fahad Al-Muwallad     | FHAD               | Delantero      | 20             | 15             | 3              | Al-Ittihad     |
| 20    | Nawaf Al-Abed         | NAWAF              | Centrocampista | 24             | 23             | 2              | Al-Hilal       |
| 21    | Abdullah Al-Sudairy   | ALSDAIRY           | Portero        | 22             | 1              | 0              | Al-Hilal       |
| 22    | Abdullah Al-Enezi     | ALENEZI            | Portero        | 24             | 2              | 0              | Al-Nassr       |
| 23    | Majed Al-Marshedi     | ALMARSHADI         | Defensa        | 30             | 16             | 0              | Al-Shabab      |
| D. T. | Cosmin Olăroiu        | Cosmin Olăroiu     | Cosmin Olăroiu | Cosmin Olăroiu | Cosmin Olăroiu | Cosmin Olăroiu | Cosmin Olăroiu |

## Australia
- Lista preliminar 26 jugadores anunciada el 7 de diciembre de 2014.[6]
- Lista final de 23 jugadores anunciada el 22 de diciembre.[7]
- Partidos internacionales y goles actualizados hasta el último partido amistoso previo al torneo contra Japón el 18 de noviembre de 2014.

| #     | Nombre             | Nombre en camiseta | Posición         | Edad             | PJ Sel           | G                | Club                     |
| ----- | ------------------ | ------------------ | ---------------- | ---------------- | ---------------- | ---------------- | ------------------------ |
| 1     | Mathew Ryan        | RYAN               | Portero          | 22               | 13               | 0                | Brujas                   |
| 2     | Ivan Franjić       | FRANJIC            | Defensa          | 27               | 12               | 0                | Torpedo Moscú            |
| 3     | Jason Davidson     | DAVIDSON           | Defensa          | 23               | 13               | 0                | West Bromwich Albion     |
| 4     | Tim Cahill         | CAHILL             | Delantero        | 35               | 76               | 36               | New York Red Bulls       |
| 5     | Mark Milligan      | MILLIGAN           | Defensa          | 29               | 33               | 2                | Melbourne Victory        |
| 6     | Matthew Špiranović | SPIRANOVIC         | Defensa          | 26               | 21               | 0                | Western Sydney Wanderers |
| 7     | Mathew Leckie      | LECKIE             | Delantero        | 23               | 16               | 1                | Ingolstadt 04            |
| 8     | Chris Herd         | HERD               | Defensa          | 25               | 3                | 0                | Aston Villa              |
| 9     | Tomi Juric         | JURIC              | Delantero        | 23               | 5                | 1                | Western Sydney Wanderers |
| 10    | Robbie Kruse       | KRUSE              | Delantero        | 26               | 32               | 3                | Bayer Leverkusen         |
| 11    | Tommy Oar          | OAR                | Centrocampista   | 23               | 20               | 1                | Utrecht                  |
| 12    | Mitchell Langerak  | LANGERAK           | Portero          | 26               | 5                | 0                | Borussia Dortmund        |
| 13    | Aziz Behich        | BEHICH             | Defensa          | 24               | 7                | 2                | Bursaspor                |
| 14    | James Troisi       | TROISI             | Centrocampista   | 26               | 16               | 1                | Zulte Waregem            |
| 15    | Mile Jedinak       | JEDINAK            | Centrocampista   | 30               | 52               | 6                | Crystal Palace           |
| 16    | Nathan Burns       | BURNS              | Delantero        | 26               | 7                | 0                | Wellington Phoenix       |
| 17    | Matt McKay         | MCKAY              | Centrocampista   | 31               | 50               | 1                | Brisbane Roar            |
| 18    | Eugene Galeković   | GALEKOVIC          | Portero          | 33               | 8                | 0                | Adelaide United          |
| 19    | Terry Antonis      | ANTONIS            | Centrocampista   | 21               | 3                | 0                | Sydney                   |
| 20    | Trent Sainsbury    | SAINSBURY          | Defensa          | 23               | 4                | 0                | PEC Zwolle               |
| 21    | Massimo Luongo     | LUONGO             | Centrocampista   | 22               | 5                | 0                | Swindon Town             |
| 22    | Alex Wilkinson     | WILKINSON          | Defensa          | 30               | 11               | 0                | Jeonbuk Hyundai Motors   |
| 23    | Mark Bresciano     | BRESCIANO          | Centrocampista   | 34               | 81               | 13               | Al-Gharafa               |
| D. T. | Ange Postecoglou   | Ange Postecoglou   | Ange Postecoglou | Ange Postecoglou | Ange Postecoglou | Ange Postecoglou | Ange Postecoglou         |

## Baréin
- Lista preliminar de 27 jugadores anunciada el 11 de diciembre de 2014.[8]
- Lista final de 23 jugadores anunciada el 21 de diciembre de 2014.[9]

| #     | Nombre                  | Nombre en camiseta | Posición       | Edad       | PJ Sel     | G          | Club         |
| ----- | ----------------------- | ------------------ | -------------- | ---------- | ---------- | ---------- | ------------ |
| 1     | Sayed Mohammed Jaffar   | S. ABBAS           | Portero        | 29         | -          | -          | Al-Muharraq  |
| 2     | Mohamed Husain          | M. HASAN           | Defensa        | 34         | -          | -          | Al-Nassr     |
| 3     | Waleed Al-Hayam         | W. ALHAYAM         | Defensa        | 23         | -          | -          | Al-Muharraq  |
| 4     | Sayed Saeed             | S. SHUBBAR         | Centrocampista | 22         | -          | -          | Al-Riffa     |
| 5     | Abdulla Shalal          | A. SHALLAL         | Defensa        | 21         | -          | -          | Al-Riffa     |
| 6     | Abdulla Yaser           | A. YASER           | Centrocampista | 26         | -          | -          | Al-Muharraq  |
| 7     | Abdulwahab Al-Safi      | A. ALSAFI          | Centrocampista | 30         | -          | -          | Al-Muharraq  |
| 8     | Sayed Jaafar            | S. AHMED           | Centrocampista | 23         | -          | -          | Al-Riffa     |
| 9     | Abdulwahab Al-Malood    | A. ALMALOOD        | Centrocampista | 24         | -          | -          | Hidd         |
| 10    | Mohammed Al Tayeb       | M. ALALAWI         | Delantero      | 25         | -          | -          | Al-Riffa     |
| 11    | Ismail Abdul-Latif      | I. HASAN           | Delantero      | 28         | -          | -          | Al-Muharraq  |
| 12    | Faouzi Aaish            | F. AAISH           | Defensa        | 29         | -          | -          | Al-Sailiya   |
| 13    | Abdulla Al-Haza'a       | A. ALHAZAA         | Defensa        | 24         | -          | -          | East Riffa   |
| 14    | Jaycee John Okwunwanne  | J. OKWUNWANNE      | Delantero      | 29         | -          | -          | Al Mesaimeer |
| 15    | Abdullah Omar           | A. YUSUF           | Centrocampista | 28         | -          | -          | Al-Muharraq  |
| 16    | Abdullah Yousif Helal   | A. HELAL           | Delantero      | 21         | -          | -          | East Riffa   |
| 17    | Hussain Ali Baba        | H. MOHAMED         | Defensa        | 32         | -          | -          | Al-Muharraq  |
| 18    | Mohamed Duaij Mahorfi   | M. MAHORFI         | Defensa        | 25         | -          | -          | Al-Riffa     |
| 19    | Faisal Ali Budahoo      | F. ABUDAHOOM       | Centrocampista | 26         | -          | -          | East Riffa   |
| 20    | Sami Al-Husaini         | S. ALHUSAINI       | Delantero      | 25         | -          | -          | Busaiteen    |
| 21    | Hamed Al-Doseri         | H. ALDOSERI        | Portero        | 30         | -          | -          | Al-Riffa     |
| 22    | Ashraf Waheed Al Sebaie | A. ALSEBAIE        | Portero        | 23         | -          | -          | Manama       |
| 23    | Rashed Al-Hooti         | R. ALHOOTI         | Defensa        | 25         | -          | -          | Al-Riffa     |
| D. T. | Marjan Eid              | Marjan Eid         | Marjan Eid     | Marjan Eid | Marjan Eid | Marjan Eid | Marjan Eid   |

## Catar
- Lista final de 23 jugadores anunciada el 22 de diciembre de 2014.[10]

| #     | Nombre                   | Nombre en camiseta | Posición       | Edad           | PJ Sel         | G              | Club           |
| ----- | ------------------------ | ------------------ | -------------- | -------------- | -------------- | -------------- | -------------- |
| 1     | Qasem Burhan             | QASEM              | Portero        | 29             | -              | -              | Al-Gharafa     |
| 2     | Mohammed Musa            | M.MUSA             | Defensa        | 29             | -              | -              | Lekhwiya       |
| 3     | Abdelkarim Hassan        | ABDELKARIM         | Defensa        | 21             | -              | -              | Al-Sadd        |
| 4     | Almahdi Ali Mukhtar      | AL.MAHDI           | Defensa        | 22             | -              | -              | Al-Sadd        |
| 5     | Abdulaziz Hatem          | A. AZIZ            | Centrocampista | 25             | -              | -              | Al-Arabi       |
| 6     | Bilal Mohammed           | BILAL              | Defensa        | 28             | -              | -              | Al-Gharafa     |
| 7     | Khalid Muftah            | K. MUFTAH          | Defensa        | 22             | -              | -              | Lekhwiya       |
| 8     | Ali Assadalla            | ASAD               | Centrocampista | 21             | -              | -              | Al-Sadd        |
| 9     | Meshal Abdullah          | MESHAAL            | Delantero      | 30             | -              | -              | Al-Ahli        |
| 10    | Khalfan Ibrahim          | KHALFAN            | Centrocampista | 26             | -              | -              | Al-Sadd        |
| 11    | Hassan Al Haidos         | AL.HAYDOS          | Delantero      | 24             | -              | -              | Al-Sadd        |
| 12    | Magid Mohamed            | MAGID. M           | Centrocampista | 29             | -              | -              | El-Jaish       |
| 13    | Ibrahim Majid            | I. MAJED           | Defensa        | 24             | -              | -              | Al-Sadd        |
| 14    | Khalid Abdulraouf        | KHALED             | Centrocampista | 24             | -              | -              | El-Jaish       |
| 15    | Abdurahman Abkar         | A. MOHAMMAD        | Defensa        | 24             | -              | -              | El-Jaish       |
| 16    | Boualem Khoukhi          | BOUALEM            | Centrocampista | 24             | -              | -              | Al-Arabi       |
| 17    | Ismaeel Mohammad         | ISMAIL M.          | Delantero      | 24             | -              | -              | Lekhwiya       |
| 18    | Mohammed Tresor Abdullah | M. TRESOR          | Delantero      | 27             | -              | -              | Lekhwiya       |
| 19    | Mohammed Muntari         | M. MUNTARI         | Centrocampista | 21             | -              | -              | El-Jaish       |
| 20    | Karim Boudiaf            | KARIM              | Centrocampista | 24             | -              | -              | Lekhwiya       |
| 21    | Ahmed Soufiane           | SOFYAN             | Portero        | 24             | -              | -              | El-Jaish       |
| 22    | Saad Al Sheeb            | SAAD               | Portero        | 24             | -              | -              | Al-Sadd        |
| 23    | Ahmed Mohamed El Sayed   | AHMED              | Delantero      | 24             | -              | -              | Umm-Salal      |
| D. T. | Djamel Belmadi           | Djamel Belmadi     | Djamel Belmadi | Djamel Belmadi | Djamel Belmadi | Djamel Belmadi | Djamel Belmadi |

## China
- Lista preliminar de 50 jugadores anunciada el 26 de noviembre de 2014.[11][12]
- Lista final de 23 jugadores anunciada el 23 de diciembre.[13]

| #     | Nombre          | Nombre en camiseta | Posición       | Edad         | PJ Sel       | G            | Club                 |
| ----- | --------------- | ------------------ | -------------- | ------------ | ------------ | ------------ | -------------------- |
| 1     | Zeng Cheng      | ZENG. CH           | Portero        | 28           | 30           | 0            | Guangzhou Evergrande |
| 2     | Ren Hang        | REN. H             | Defensa        | 25           | 10           | 0            | Jiangsu Sainty       |
| 3     | Mei Fang        | MEI. F             | Defensa        | 25           | 8            | 0            | Guangzhou Evergrande |
| 4     | Jiang Zhipeng   | JIANG. ZH. P       | Defensa        | 25           | 7            | 0            | Guangzhou R&F        |
| 5     | Zhang Linpeng   | ZHANG. L. P        | Defensa        | 25           | 41           | 4            | Guangzhou Evergrande |
| 6     | Li Ang          | LI. A              | Defensa        | 21           | 1            | 0            | Jiangsu Sainty       |
| 7     | Wu Lei          | WU. L              | Centrocampista | 23           | 22           | 5            | Shanghai East Asia   |
| 8     | Cai Huikang     | CAI. H. K          | Centrocampista | 25           | 8            | 0            | Shanghai East Asia   |
| 9     | Yang Xu         | YANG. X            | Delantero      | 26           | 33           | 14           | Changchun Yatai      |
| 10    | Zheng Zhi       | ZHENG. ZH          | Centrocampista | 34           | 81           | 15           | Guangzhou Evergrande |
| 11    | Hao Junmin      | HAO. J. M          | Centrocampista | 27           | 49           | 12           | Shandong Luneng      |
| 12    | Yan Junling     | YAN. J. L          | Portero        | 23           | 0            | 0            | Shanghai East Asia   |
| 14    | Ji Xiang        | JI. X              | Defensa        | 24           | 2            | 0            | Jiangsu Sainty       |
| 15    | Wu Xi           | WU. X              | Defensa        | 25           | 21           | 1            | Jiangsu Sainty       |
| 16    | Sun Ke          | SUN. K             | Centrocampista | 25           | 22           | 4            | Jiangsu Sainty       |
| 17    | Zhang Chengdong | ZHANG. CH. D       | Centrocampista | 25           | 14           | 0            | Beijing Guoan        |
| 13    | Liu Jianye      | LIU. J. Y          | Defensa        | 27           | 40           | 0            | Jiangsu Sainty       |
| 18    | Gao Lin         | GAO. L             | Delantero      | 28           | 79           | 18           | Guangzhou Evergrande |
| 19    | Liu Binbin      | LIU. B. B          | Centrocampista | 21           | 2            | 0            | Shandong Luneng      |
| 20    | Yu Hanchao      | YU. H. CH          | Centrocampista | 27           | 36           | 6            | Guangzhou Evergrande |
| 21    | Yu Hai          | YU. H              | Centrocampista | 27           | 50           | 10           | Guizhou Renhe        |
| 22    | Liao Lisheng    | LIAO. L. SH        | Centrocampista | 21           | 4            | 0            | Guangzhou Evergrande |
| 23    | Wang Dalei      | WANG. D. L         | Portero        | 25           | 10           | 0            | Shandong Luneng      |
| D. T. | Alain Perrin    | Alain Perrin       | Alain Perrin   | Alain Perrin | Alain Perrin | Alain Perrin | Alain Perrin         |

## Corea del Sur
- Lista final de 23 jugadores anunciada el 22 de diciembre de 2014.[14][15]
- Partidos internacionales y goles actualizados hasta el último partido amistoso previo al torneo contra Arabia Saudita el 4 de enero de 2015.

| #     | Nombre          | Nombre en camiseta | Posición       | Edad         | PJ Sel       | G            | Club                   |
| ----- | --------------- | ------------------ | -------------- | ------------ | ------------ | ------------ | ---------------------- |
| 1     | Jung Sung-Ryong | JUNG Sungryong     | Portero        | 30           | 64           | 0            | Suwon Bluewings        |
| 2     | Kim Chang-Soo   | KIM Changsoo       | Defensa        | 29           | 14           | 0            | Kashiwa Reysol         |
| 3     | Kim Jin-Su      | KIM Jinsu          | Defensa        | 22           | 10           | 0            | Hoffenheim             |
| 4     | Kim Ju-Young    | KIM Juyoung        | Defensa        | 26           | 5            | 0            | Seoul                  |
| 5     | Kwak Tae-Hwi    | KWAK Taehwi        | Defensa        | 33           | 37           | 5            | Al-Hilal               |
| 6     | Park Joo-Ho     | PARK Jooho         | Defensa        | 27           | 18           | 0            | Maguncia 05            |
| 7     | Son Heung-Min   | SON Heungmin       | Centrocampista | 22           | 35           | 7            | Bayer Leverkusen       |
| 8     | Kim Min-Woo     | KIM Minwoo         | Centrocampista | 24           | 10           | 1            | Sagan Tosu             |
| 9     | Cho Young-Cheol | CHO Youngcheol     | Delantero      | 25           | 11           | 0            | Qatar                  |
| 10    | Nam Tae-Hee     | NAM Taehee         | Centrocampista | 23           | 17           | 1            | Lekhwiya               |
| 11    | Lee Keun-Ho     | LEE Keunho         | Delantero      | 29           | 71           | 19           | El-Jaish               |
| 12    | Han Kyo-Won     | HAN Kyowon         | Centrocampista | 24           | 5            | 1            | Jeonbuk Hyundai Motors |
| 13    | Koo Ja-Cheol    | KOO Jacheol        | Centrocampista | 25           | 43           | 13           | Maguncia 05            |
| 14    | Han Kook-Young  | HAN Kookyoung      | Centrocampista | 24           | 19           | 0            | Qatar                  |
| 15    | Lee Myung-Joo   | LEE Myungjoo       | Centrocampista | 24           | 13           | 1            | Al-Ain                 |
| 16    | Ki Sung-Yueng   | KI Sungyueng       | Centrocampista | 25           | 66           | 5            | Swansea City           |
| 17    | Lee Chung-Yong  | LEE Chungyong      | Centrocampista | 26           | 64           | 6            | Bolton Wanderers       |
| 18    | Lee Jeong-hyeop | LEE Jeonghyeop     | Delantero      | 23           | 1            | 1            | Sangju Sangmu          |
| 19    | Kim Young-Gwon  | KIM Younggwon      | Defensa        | 24           | 29           | 1            | Guangzhou Evergrande   |
| 20    | Jang Hyun-Soo   | JANG Hyunsoo       | Defensa        | 23           | 8            | 0            | Guangzhou R&F          |
| 21    | Kim Seung-Gyu   | KIM Seunggyu       | Portero        | 24           | 8            | 0            | Ulsan Hyundai          |
| 22    | Cha Du-Ri       | CHA Duri           | Defensa        | 34           | 70           | 4            | Seoul                  |
| 23    | Kim Jin-Hyeon   | KIM Jinhyeon       | Portero        | 27           | 5            | 0            | Cerezo Osaka           |
| D. T. | Uli Stielike    | Uli Stielike       | Uli Stielike   | Uli Stielike | Uli Stielike | Uli Stielike | Uli Stielike           |

## Corea del Norte
- Lista final de 22 jugadores anunciada el 30 de diciembre de 2014.[16]

| #     | Nombre          | Nombre en camiseta | Posición       | Edad        | PJ Sel      | G           | Club             |
| ----- | --------------- | ------------------ | -------------- | ----------- | ----------- | ----------- | ---------------- |
| 1     | Ri Myong-Guk    | R. MYONG GUK       | Portero        | 28          | 61          | 0           | Pyongyang        |
| 2     | Ri Chang-Ho     | R. CHANG HO        | Defensa        | 25          | 0           | 0           | Rimyongsu        |
| 3     | Jang Song-Hyok  | J. SONG HYOK       | Defensa        | 23          | 10          | 2           | Rimyongsu        |
| 4     | Jon Kwang-Ik    | J. KWANG IK        | Defensa        | 26          | 35          | 2           | Amrokgang        |
| 5     | Han Song-Hyok   | H. SONG HYOK       | Defensa        | 27          | 3           | 0           | Rimyongsu        |
| 6     | Ro Hak-Su       | R. HAK SU          | Defensa        | 24          | 12          | 2           | Rimyongsu        |
| 7     | Ri Sang-Chol    | R. SANG CHOL       | Centrocampista | 24          | 2           | 2           | Rimyongsu        |
| 8     | Ryang Yong-gi   | R. YONG GI         | Centrocampista | 33          | 21          | 4           | Vegalta Sendai   |
| 9     | Pak Song-Chol   | P. SONG CHOL       | Centrocampista | 27          | 31          | 10          | Rimyongsu        |
| 10    | Pak Kwang-Ryong | P. KWANG RYONG     | Delantero      | 22          | 12          | 3           | Vaduz            |
| 11    | Jong Il-Gwan    | J. IL GWAN         | Centrocampista | 22          | 25          | 6           | Rimyongsu        |
| 12    | Om Chol-Song    | O. CHOL SONG       | Delantero      | 22          | 1           | 0           | 4.25             |
| 13    | Sim Hyon-Jin    | S. HYON JIN        | Defensa        | 24          | 9           | 1           | 4.25             |
| 14    | Kye Song-Hyok   | K. SONG HYOK       | Delantero      | 22          | 2           | 1           | 4.25             |
| 15    | Jang Kuk-Chol   | J. KUK CHOL        | Defensa        | 20          | 11          | 2           | Hwaebul          |
| 16    | Cha Jong-Hyok   | C. JONG HYOK       | Defensa        | 29          | 45          | 1           | Wil 1900         |
| 17    | So Hyon-Uk      | S. HYON UK         | Delantero      | 22          | 3           | 0           | 4.25             |
| 18    | Ri Kwang-Il     | R. KWANG IL        | Portero        | 26          | 0           | 0           | 4.25             |
| 19    | Ri Yong-Jik     | R. YONG JIK        | Centrocampista | 23          | 0           | 0           | Tokushima Vortis |
| 20    | Choe Won        | C. WON             | Delantero      | 22          | 4           | 0           | Hwaebul          |
| 21    | O Hyok-Chol     | O. HYOK CHOL       | Centrocampista | 23          | 3           | 1           | 4.25             |
| 22    | Ju Kwang-Min    | J. KWANG MIN       | Portero        | 24          | 14          | 0           | Rimyongsu        |
| D. T. | Jo Tong-Sop     | Jo Tong-Sop        | Jo Tong-Sop    | Jo Tong-Sop | Jo Tong-Sop | Jo Tong-Sop | Jo Tong-Sop      |

## Emiratos Árabes Unidos
- Lista preliminar de 24 jugadores anunciada el 17 de diciembre de 2014.[17][18]
- Lista final de 23 jugadores anunciada el 24 de diciembre.[19]

| #     | Nombre                    | Nombre en camiseta | Posición       | Edad      | PJ Sel    | G         | Club       |
| ----- | ------------------------- | ------------------ | -------------- | --------- | --------- | --------- | ---------- |
| 1     | Majed Nasser              | M. NASER           | Portero        | 30        | -         | -         | Al-Ahli    |
| 2     | Hassan Safar              | H. SAFAR           | Centrocampista | 24        | -         | -         | Al-Shabbab |
| 3     | Walid Abbas               | W. ABBAS           | Defensa        | 29        | -         | -         | Al-Ahli    |
| 4     | Habib Al Fardan           | H. FARDAN          | Centrocampista | 24        | -         | -         | Al-Ahli    |
| 5     | Amer Abdulrahman          | AMER A.            | Centrocampista | 25        | -         | -         | Baniyas    |
| 6     | Mohanad Salem             | M. SALEM           | Defensa        | 29        | -         | -         | Al Ain     |
| 7     | Ali Mabkhout              | A. MABKHOUT        | Delantero      | 24        | -         | -         | Al-Jazira  |
| 8     | Hamdan Al Kamali          | H.ALKAMALI         | Defensa        | 25        | -         | -         | Al-Wahda   |
| 9     | Abdulaziz Hikel           | A. HAIKAL          | Defensa        | 24        | -         | -         | Al-Ahli    |
| 10    | Omar Abdulrahman          | OMAR A.            | Centrocampista | 23        | -         | -         | Al Ain     |
| 11    | Ahmed Khalil              | A. KHALIL          | Delantero      | 23        | -         | -         | Al-Ahli    |
| 12    | Khalid Eisa               | K. EISA            | Portero        | 25        | -         | -         | Al Ain     |
| 13    | Khamis Esmaeel            | K. ESMAEEL         | Centrocampista | 25        | -         | -         | Al-Jazira  |
| 14    | Abdelaziz Sanqour         | A. SANQOUR         | Defensa        | 25        | -         | -         | Al-Ahli    |
| 15    | Ismail Al Hammadi         | I. AL HAMMADI      | Centrocampista | 26        | -         | -         | Al-Ahli    |
| 16    | Mohammed Abdulrahman      | MOHAMED            | Centrocampista | 25        | -         | -         | Al Ain     |
| 17    | Majed Hassan              | M. HASSAN          | Centrocampista | 22        | -         | -         | Al-Ahli    |
| 18    | Mohamed Fawzi             | M.FAWZI            | Centrocampista | 24        | -         | -         | Al Ain     |
| 19    | Ismail Ahmed              | I. AHMED           | Defensa        | 31        | -         | -         | Al Ain     |
| 20    | Saeed Al Kathiri          | S.AL KATHIRI       | Delantero      | 26        | -         | -         | Al Wasl    |
| 21    | Haboush Saleh             | H. SALEH           | Centrocampista | 25        | -         | -         | Baniyas    |
| 22    | Mohamed Yousef Al-Hosani1 | M. YOUSEF          | Portero        | 23        | -         | -         | Al-Sharjah |
| 23    | Mohamed Ahmed             | M.GHARIB           | Defensa        | 25        | -         | -         | Al Ain     |
| D. T. | Mahdi Ali                 | Mahdi Ali          | Mahdi Ali      | Mahdi Ali | Mahdi Ali | Mahdi Ali | Mahdi Ali  |

## Irak
- Lista preliminar de 50 jugadores anunciada el 8 de diciembre de 2014.[21]
- Lista final de 23 jugadores anunciada el 29 de diciembre.[22]
- Partidos internacionales y goles actualizados hasta el último partido amistoso previo al torneo contra Irán el 4 de enero de 2015.

| #     | Nombre               | Nombre en camiseta | Posición         | Edad             | PJ Sel           | G                | Club             |
| ----- | -------------------- | ------------------ | ---------------- | ---------------- | ---------------- | ---------------- | ---------------- |
| 1     | Ali Yaseen           | ALI Y.             | Portero          | 21               | 0                | 0                | Naft Al-Janoob   |
| 2     | Ahmad Ibrahim Khalaf | AHMED IB.          | Defensa          | 22               | 43               | 0                | Ajman Club       |
| 3     | Ali Bahjat           | ALI B.             | Defensa          | 22               | 22               | 0                | Al-Shorta        |
| 4     | Ali Faez Atia        | ALI F.             | Defensa          | 20               | 8                | 0                | Al-Shorta        |
| 5     | Yaser Kasim          | YASER K.           | Centrocampista   | 23               | 7                | 1                | Swindon Town     |
| 6     | Ali Adnan            | ALI A.             | Defensa          | 21               | 28               | 1                | Rizespor         |
| 7     | Amjad Kalaf          | AMJED K.           | Centrocampista   | 23               | 19               | 0                | Al-Shorta        |
| 8     | Justin Meram         | JUSTIN A.          | Delantero        | 26               | 6                | 0                | Columbus Crew    |
| 9     | Ahmed Yasin          | AHMED Y.           | Centrocampista   | 23               | 30               | 1                | Örebro           |
| 10    | Younis Mahmoud       | YOUNUS M.          | Delantero        | 31               | 131              | 51               | Arbil            |
| 11    | Humam Tariq          | HUMAM T.           | Centrocampista   | 18               | 25               | 0                | Al Dhafra        |
| 12    | Jalal Hassan         | JALAL H.           | Portero          | 23               | 16               | 0                | Arbil            |
| 13    | Osama Rashid         | OSAMAH J.          | Centrocampista   | 22               | 10               | 0                | Alphense Boys    |
| 14    | Salam Shaker         | SALAM SH.          | Defensa          | 28               | 77               | 4                | Al-Shorta        |
| 15    | Dhurgham Ismail      | DHURGHAM           | Defensa          | 20               | 19               | 1                | Al-Shorta        |
| 16    | Marwan Hussein       | MARWAN H.          | Delantero        | 22               | 7                | 0                | Al-Shorta        |
| 17    | Alaa Abdul-Zahra     | ALAA AB.           | Centrocampista   | 27               | 78               | 13               | Al-Shorta        |
| 18    | Sameh Saeed          | SAMEH S.           | Defensa          | 22               | 2                | 0                | Baghdad          |
| 19    | Mahdi Kamel          | MAHDI K.           | Centrocampista   | 20               | 11               | 0                | Al-Shorta        |
| 20    | Mohammed Hameed      | MOHAMMED H.        | Portero          | 21               | 10               | 0                | Al-Shorta        |
| 21    | Saad Abdul-Amir      | SAAD AB.           | Centrocampista   | 22               | 38               | 1                | Arbil            |
| 22    | Ali Hosni            | ALI H.             | Centrocampista   | 20               | 3                | 0                | Al Minaa         |
| 23    | Waleed Salem Al-Lami | WALEED S.          | Defensa          | 23               | 23               | 0                | Al-Shorta        |
| D. T. | Radhi Shenaishel     | Radhi Shenaishel   | Radhi Shenaishel | Radhi Shenaishel | Radhi Shenaishel | Radhi Shenaishel | Radhi Shenaishel |

## Irán
- Lista provisional de 21 jugadores anunciada el 25 de diciembre de 2014.[23][24]
- Lista final de 23 jugadores anunciada el 30 de diciembre.[25]
- Partidos internacionales y goles actualizados hasta el último partido amistoso previo al torneo contra Irak el 4 de enero de 2015.

| #     | Nombre                   | Nombre en camiseta | Posición       | Edad           | PJ Sel         | G              | Club           |
| ----- | ------------------------ | ------------------ | -------------- | -------------- | -------------- | -------------- | -------------- |
| 1     | Alireza Haghighi         | A.HAGHIGHI         | Portero        | 26             | 10             | 0              | Penafiel       |
| 2     | Khosro Heydari           | KH.HEYDARI         | Delantero      | 31             | 53             | 0              | Esteghlal      |
| 3     | Ehsan Hajsafi            | HAJI SAFI          | Defensa        | 24             | 66             | 3              | Sepahan        |
| 4     | Jalal Hosseini           | J.HOSSEINI         | Defensa        | 32             | 89             | 6              | Al-Ahli        |
| 5     | Amir Hossein Sadeghi     | AMIRHOSSEIN        | Defensa        | 33             | 20             | 1              | Esteghlal      |
| 6     | Javad Nekounam           | J.NEKOUNAM         | Centrocampista | 34             | 145            | 37             | Osasuna        |
| 7     | Masoud Shojaei           | MASOUD SH.         | Centrocampista | 30             | 54             | 5              | Al-Shahaniya   |
| 8     | Morteza Pouraliganji     | M.POURALIGANJI     | Defensa        | 22             | 1              | 0              | Naft Tehran    |
| 9     | Omid Ebrahimi            | O.EBRAHIMI         | Centrocampista | 27             | 7              | 0              | Esteghlal      |
| 10    | Karim Ansarifard         | KARIM              | Delantero      | 24             | 45             | 9              | Osasuna        |
| 11    | Vouria Ghafouri          | V.GHAFOURI         | Defensa        | 27             | 2              | 0              | Naft Tehran    |
| 12    | Mohsen Forouzan          | M.FOROOZAN         | Portero        | 26             | 2              | 0              | Esteghlal      |
| 13    | Vahid Amiri              | V.AMIRY            | Centrocampista | 26             | 1              | 0              | Naft Tehran    |
| 14    | Andranik Teymourian      | ANDRANIK           | Centrocampista | 31             | 84             | 8              | Tractor Sazi   |
| 15    | Ramin Rezaian            | R.REZAEIAN         | Defensa        | 24             | 1              | 0              | Rah Ahan       |
| 16    | Reza Ghoochannejhad      | REZA               | Delantero      | 27             | 19             | 11             | Kuwait         |
| 17    | Soroush Rafiei           | S.RAFIEI           | Centrocampista | 24             | 2              | 0              | Foolad         |
| 18    | Alireza Jahanbakhsh      | ALIREZA            | Delantero      | 21             | 12             | 1              | NEC            |
| 19    | Mohammad Reza Khanzadeh1 | KHANZADEH          | Defensa        | 23             | 7              | 0              | Persepolis     |
| 20    | Sardar Azmoun            | SARDAR             | Delantero      | 20             | 4              | 2              | Rubin Kazan    |
| 21    | Ashkan Dejagah           | DEJAGAH            | Delantero      | 28             | 19             | 4              | Al-Arabi       |
| 22    | Alireza Beiranvand       | A.BEIRANVAND       | Portero        | 22             | 1              | 0              | Naft Tehran    |
| 23    | Mehrdad Pooladi          | M. POOLADI         | Defensa        | 27             | 24             | 0              | Al-Shahaniya   |
| D. T. | Carlos Queiroz           | Carlos Queiroz     | Carlos Queiroz | Carlos Queiroz | Carlos Queiroz | Carlos Queiroz | Carlos Queiroz |

## Japón
- Lista preliminar de 50 jugadores anunciada el 8 de diciembre de 2014.[27]
- Lista final de 23 jugadores anunciada el 15 de diciembre.[28]
- Partidos internacionales y goles actualizados hasta el último partido amistoso previo al torneo contra Australia el 18 de noviembre de 2014.

| #     | Nombre               | Nombre en camiseta | Posición       | Edad           | PJ Sel         | G              | Club                |
| ----- | -------------------- | ------------------ | -------------- | -------------- | -------------- | -------------- | ------------------- |
| 1     | Eiji Kawashima       | KAWASHIMA          | Portero        | 31             | 64             | 0              | Standard de Lieja   |
| 2     | Naomichi Ueda1       | UEDA               | Defensa        | 20             | 0              | 0              | Kashima Antlers     |
| 3     | Kosuke Ota           | OTA                | Defensa        | 27             | 3              | 0              | Tokyo               |
| 4     | Keisuke Honda        | HONDA              | Delantero      | 28             | 65             | 24             | Milan               |
| 5     | Yuto Nagatomo        | NAGATOMO           | Defensa        | 28             | 76             | 3              | Internazionale      |
| 6     | Masato Morishige     | MORISHIGE          | Defensa        | 27             | 17             | 1              | Tokyo               |
| 7     | Yasuhito Endo        | ENDO               | Centrocampista | 34             | 148            | 14             | Gamba Osaka         |
| 8     | Hiroshi Kiyotake     | KIYOTAKE           | Centrocampista | 25             | 26             | 1              | Hannover 96         |
| 9     | Shinji Okazaki       | OKAZAKI            | Delantero      | 28             | 84             | 40             | Maguncia 05         |
| 10    | Shinji Kagawa        | KAGAWA             | Centrocampista | 25             | 63             | 19             | Borussia Dortmund   |
| 11    | Yōhei Toyoda         | TOYODA             | Delantero      | 29             | 6              | 1              | Sagan Tosu          |
| 12    | Shusaku Nishikawa    | NISHIKAWA          | Portero        | 28             | 15             | 0              | Urawa Red Diamonds  |
| 13    | Yu Kobayashi         | KOBAYASHI          | Delantero      | 27             | 2              | 0              | Kawasaki Frontale   |
| 14    | Yoshinori Muto       | MUTO               | Delantero      | 22             | 6              | 1              | Tokyo               |
| 15    | Yasuyuki Konno       | KONNO              | Centrocampista | 31             | 84             | 2              | Gamba Osaka         |
| 16    | Tsukasa Shiotani     | SHIOTANI           | Defensa        | 26             | 2              | 0              | Sanfrecce Hiroshima |
| 17    | Makoto Hasebe        | HASEBE             | Centrocampista | 30             | 83             | 2              | Eintracht Frankfurt |
| 18    | Takashi Inui         | INUI               | Delantero      | 26             | 14             | 2              | Eintracht Frankfurt |
| 19    | Gen Shoji            | SHOJI              | Defensa        | 22             | 0              | 0              | Kashima Antlers     |
| 20    | Gaku Shibasaki       | SHIBASAKI          | Centrocampista | 22             | 4              | 1              | Kashima Antlers     |
| 21    | Gotoku Sakai         | G. SAKAI           | Defensa        | 23             | 19             | 0              | Stuttgart           |
| 22    | Maya Yoshida         | YOSHIDA            | Defensa        | 26             | 49             | 3              | Southampton         |
| 23    | Masaaki Higashiguchi | HIGASHIGUCHI       | Portero        | 28             | 0              | 0              | Gamba Osaka         |
| D. T. | Javier Aguirre       | Javier Aguirre     | Javier Aguirre | Javier Aguirre | Javier Aguirre | Javier Aguirre | Javier Aguirre      |

## Jordania
- Lista final de 23 jugadores anunciada el 9 de diciembre de 2014.[30][31]

| #     | Nombre             | Nombre en camiseta | Posición       | Edad        | PJ Sel      | G           | Club            |
| ----- | ------------------ | ------------------ | -------------- | ----------- | ----------- | ----------- | --------------- |
| 1     | Amer Shafi         | SHAFI'             | Portero        | 32          | -           | -           | Al Wihdat       |
| 2     | Raja'i Ayed        | RAJA'E             | Centrocampista | 21          | -           | -           | Al Wihdat       |
| 3     | Tareq Khattab      | TAREQ              | Defensa        | 22          | -           | -           | Al-Shabab       |
| 4     | Samir Raja         | SAMEER             | Centrocampista | 20          | -           | -           | Al Wihdat       |
| 5     | Mohammad Mustafa   | MUSTAFA            | Defensa        | 25          | -           | -           | Al-Khor         |
| 6     | Odai Al-Saify      | ODAI               | Delantero      | 28          | -           | -           | Al-Salmiya      |
| 7     | Ahmed Sariweh      | ISRAIWA            | Centrocampista | 20          | -           | -           | Qadsia          |
| 8     | Saeed Murjan       | S.MURJAN           | Centrocampista | 24          | -           | -           | Al Ramtha       |
| 9     | Mahmoud Za'tara    | ZA'TARA            | Delantero      | 24          | -           | -           | Al Wihdat       |
| 10    | Ahmad Hayel        | A. HAYEL           | Delantero      | 31          | -           | -           | Al Arabi        |
| 11    | Oday Zahran        | ZAHRAN             | Defensa        | 23          | -           | -           | Shabab Al Ordon |
| 12    | Moataz Yaseen      | MUTAZ              | Porter]        | 32          | -           | -           | That Ras        |
| 13    | Khalil Bani Attiah | KHALIL             | Centrocampista | 23          | -           | -           | Al-Faisaly      |
| 14    | Abdallah Deeb      | ABDALLAH           | Centrocampista | 27          | -           | -           | Al-Riffa        |
| 15    | Mohammad Al-Dawud  | ALDAOUD            | Centrocampista | 22          | -           | -           | Hidd            |
| 16    | Munther Abu Amarah | MONTHER            | Centrocampista | 22          | -           | -           | Al Wihdat       |
| 17    | Saleh Ibrahim      | SALEH              | Centrocampista | 20          | -           | -           | Al Wihdat       |
| 18    | Ahmed Elias        | AHMAD              | Defensa        | 24          | -           | -           | Al Wihdat       |
| 19    | Anas Bani Yaseen   | ANAS               | Defensa        | 26          | -           | -           | Al-Raed         |
| 20    | Hamza Al-Dardour   | HAMZA              | Delantero      | 23          | -           | -           | Al-Khaleej      |
| 21    | Mohammad Al-Dmeiri | DMEIRI             | Defensa        | 27          | -           | -           | Al-Ittihad      |
| 22    | Ahmed Abdel-Sattar | A. NAWAS           | Portero        | 30          | -           | -           | Al Jazira Ammán |
| 23    | Yusuf Al-Rawashdeh | YOUSEF             | Centrocampista | 24          | -           | -           | Al Ramtha       |
| D. T. | Ray Wilkins        | Ray Wilkins        | Ray Wilkins    | Ray Wilkins | Ray Wilkins | Ray Wilkins | Ray Wilkins     |

## Kuwait
- Lista preliminar de 28 jugadores anunciada el 7 de diciembre de 2014.[32]
- Lista final de 23 jugadores anunciada el 30 de diciembre.[33]

| #     | Nombre                 | Nombre en camiseta | Posición       | Edad          | PJ Sel        | G             | Club          |
| ----- | ---------------------- | ------------------ | -------------- | ------------- | ------------- | ------------- | ------------- |
| 1     | Khaled Al Rashidi      | AL RASHIDI         | Portero        | 27            | -             | -             | Al Salmiya    |
| 2     | Amer Almatoug          | ALMATOUG           | Defensa        | 26            | -             | -             | Qadsia        |
| 3     | Fahad Awadh            | F. SHAHEEN         | Defensa        | 29            | -             | -             | Kuwait        |
| 4     | Hussain Fadel          | HUSSAIN F.         | Defensa        | 30            | -             | -             | Al-Wahda      |
| 5     | Fahad Al Hajeri        | F. AL HAJERI       | Centrocampista | 23            | -             | -             | Al Salmiya    |
| 6     | Khaled Al Qahtani      | KH. AL QAHTANI     | Centrocampista | 29            | -             | -             | Qadsia        |
| 7     | Talal Al Fadhel        | T. ALFADHEL        | Defensa        | 24            | -             | -             | Kazma         |
| 8     | Saleh Al Sheikh        | SALEH              | Centrocampista | 32            | -             | -             | Qadsia        |
| 9     | Abdullah Al Buraiki    | A. AL BURAIKI      | Centrocampista | 27            | -             | -             | Kuwait        |
| 10    | Abdulaziz Al Enezi     | AZIZ               | Centrocampista | 26            | -             | -             | Qadsia        |
| 11    | Fahad Al Ansari        | F. AL EBRAHIM      | Centrocampista | 27            | -             | -             | Qadsia        |
| 12    | Sultan Al Enezi        | SULTAN             | Centrocampista | 22            | -             | -             | Qadsia        |
| 13    | Musaed Neda            | M. ALENZI          | Defensa        | 31            | -             | -             | Al Oruba      |
| 14    | Talal Al Amer          | TALAL              | Centrocampista | 27            | -             | -             | Qadsia        |
| 15    | Faisal Al Enezi        | FAISAL             | Delantero      | 26            | -             | -             | Al Salmiya    |
| 16    | Faisal Zayed Al Harbi  | FAISAL Z.          | Centrocampista | 23            | -             | -             | Al Jahra      |
| 17    | Bader Al Mutawa        | AL MOTAWAA         | Delantero      | 29            | -             | -             | Qadsia        |
| 18    | Khaled Ebrahim Hajiah  | KHALED E.          | Centrocampista | 22            | -             | -             | Qadsia        |
| 19    | Abdulrahman Alshammari | A. ALSHAMMARI      | Delantero      | 21            | -             | -             | Al Nasr       |
| 20    | Yousef Nasser          | YOUSEF N.          | Centrocampista | 24            | -             | -             | Kazma         |
| 21    | Ali Maqseed            | A. AL MAQSEED      | Centrocampista | 28            | -             | -             | Al Arabi      |
| 22    | Sulaiman Abdulghafour1 | ABDULGHAFOUR       | Portero        | 23            | -             | -             | Al Arabi      |
| 23    | Hameed Youssef         | HAMEEDI Y.         | Portero        | 27            | -             | -             | Al Arabi      |
| D. T. | Nabil Maâloul          | Nabil Maâloul      | Nabil Maâloul  | Nabil Maâloul | Nabil Maâloul | Nabil Maâloul | Nabil Maâloul |

## Omán
- Lista final de 23 jugadores anunciada el 26 de diciembre de 2014.[35][36]

| #     | Nombre                      | Nombre en camiseta | Posición       | Edad         | PJ Sel       | G            | Club           |
| ----- | --------------------------- | ------------------ | -------------- | ------------ | ------------ | ------------ | -------------- |
| 1     | Ali Al Habsi                | A.ALHABSI          | Portero        | 33           | 100          | 0            | Wigan Athletic |
| 2     | Mohammed Al Musalami        | M.ALMUSALAMI       | Defensa        | 24           | 35           | 2            | Fanja          |
| 3     | Jaber Al Owaisi             | JABER              | Defensa        | 25           | 27           | 2            | Al Shabab      |
| 4     | Ali Al Jabri                | ALI                | Centrocampista | 24           | 33           | 0            | Fanja          |
| 5     | Nasser Al Shimli            | NASSER             | Defensa        | 25           | 7            | 0            | Al Oruba       |
| 6     | Raed Ibrahim Saleh          | RAED               | Centrocampista | 22           | 42           | 2            | Fanja          |
| 7     | Mohammed Al Siyabi          | M.ALSIYABI         | Delantero      | 26           | 17           | 2            | Al Shabab      |
| 8     | Eid Al Farsi                | EID                | Centrocampista | 24           | 47           | 4            | Al Oruba       |
| 9     | Abdulaziz Al-Muqbali        | ABDULAZIZ          | Delantero      | 25           | 38           | 12           | Fanja          |
| 10    | Qasim Said                  | QASIM              | Delantero      | 25           | 58           | 8            | Al Nasr        |
| 11    | Amer Said Al-Shatri1        | AMER               | Defensa        | 24           | 1            | 0            | Dhofar         |
| 12    | Ahmed Mubarak Al Mahaijri   | AHMED              | Centrocampista | 29           | 108          | 12           | Al Oruba       |
| 13    | Abdul Salam Al Mukhaini     | ABDULSALLAM        | Defensa        | 26           | 38           | 1            | Al Oruba       |
| 14    | Yaqoob Abdul Karim          | YAQOOB             | Delantero      | 24           | 33           | 3            | Saham          |
| 15    | Ali Salim Al Nahar          | ALI SALIM          | Defensa        | 22           | 17           | 0            | Dhofar         |
| 16    | Ali Al Busaidi              | A.ALBUSAIDI        | Defensa        | 23           | 11           | 0            | Al Nahda       |
| 17    | Hassan Mudhafar Al Gheilani | H.MUDHAFAR         | Centrocampista | 34           | 113          | 6            | Al Oruba       |
| 18    | Mazin Al Kasbi              | MAZIN              | Portero        | 21           | 13           | 0            | Fanja          |
| 19    | Ahmed Al Mukhaini           | A.ALMUKHAINI       | Defensa        | 29           | 0            | 0            | Al Oruba       |
| 20    | Amad Al Hosni               | IMAD               | Delantero      | 30           | 115          | 36           | Saham          |
| 21    | Mohsin Al Khaldi            | MOHSIN             | Centrocampista | 26           | 1            | 0            | Saham          |
| 22    | Sulaiman Al-Buraiki1        | SULAIMAN           | Portero        | 28           | 0            | 0            | Al Nahda       |
| 23    | Said Al Ruzaiqi             | S.ALRAZAIQI        | Delantero      | 28           | 4            | 3            | Al Nahda       |
| D. T. | Paul Le Guen                | Paul Le Guen       | Paul Le Guen   | Paul Le Guen | Paul Le Guen | Paul Le Guen | Paul Le Guen   |

## Palestina
- Lista final de 23 jugadores anunciada el 25 de diciembre de 2014.[38][39]

| #     | Nombre              | Nombre en camiseta | Posición       | Edad         | PJ Sel       | G            | Club                    |
| ----- | ------------------- | ------------------ | -------------- | ------------ | ------------ | ------------ | ----------------------- |
| 1     | Toufic Ali          | T. ABUHAMMAD       | Portero        | 24           | -            | -            | Wadi Al Neiss           |
| 2     | Raed Fares          | R. FARES           | Defensa        | 32           | -            | -            | Thaqafi Tulkarem        |
| 3     | Hussam Abu Saleh    | H. ABUSALAH        | Centrocampista | 32           | -            | -            | Hilal Al-Quds           |
| 4     | Ahmed Mahajna       | A. MAHAJNA         | Defensa        | 28           | -            | -            | Markaz Shabab Al-Am'ari |
| 5     | Haytham Theeb       | H. THEEB           | Defensa        | 28           | -            | -            | Hilal Al-Quds           |
| 6     | Mousa Abu Jazar     | M. ABUJAZAR        | Defensa        | 27           | -            | -            | Shabab Al-Khaleel       |
| 7     | Ashraf Nu'man       | A.ALFAWAGHRA       | Delantero      | 28           | -            | -            | Al-Faisaly              |
| 8     | Hesham Salhe        | H. SALHI           | Centrocampista | 27           | -            | -            | Hilal Al-Quds           |
| 9     | Khaled Salem        | KH. SALEM          | Delantero      | 25           | -            | -            | Hilal Al-Quds           |
| 10    | Ismail Al-Amour     | I. ALAMOUR         | Centrocampista | 30           | -            | -            | Hilal Al-Quds           |
| 11    | Ahmed Maher         | A. WRIDAT          | Delantero      | 23           | -            | -            | Ahli Al Khalil          |
| 12    | Tamer Salah         | T. SALAH           | Defensa        | 28           | -            | -            | Hilal Al-Quds           |
| 13    | Jaka Ihbeisheh      | J. HBAISHA         | Centrocampista | 28           | -            | -            | Krka                    |
| 14    | Abdullah Jaber      | A. JABER           | Defensa        | 21           | -            | -            | Hilal Al-Quds           |
| 15    | Abdelatif Bahdari   | A. ALBAHDARI       | Defensa        | 30           | -            | -            | Al Wihdat               |
| 16    | Mahmoud Eid         | M. DHADHA          | Delantero      | 21           | -            | -            | Nyköpings               |
| 17    | Alexis Norambuena   | A.NORABUENA        | Defensa        | 30           | -            | -            | Belchatow               |
| 18    | Mus'ab Al-Batat     | M. BATTAT          | Defensa        | 21           | -            | -            | Shabab Al-Dhahiriya     |
| 19    | Abdelhamid Abuhabib | A. ABUHABIB        | Delantero      | 25           | -            | -            | Shabab Balatah          |
| 20    | Khader Yousef       | K. ABUHAMMAD       | Centrocampista | 30           | -            | -            | Wadi Al Neiss           |
| 21    | Ramzi Saleh         | R. SALEH           | Portero        | 34           | -            | -            | Smouha                  |
| 22    | Rami Hamadi         | R. HAMADA          | Portero        | 20           | -            | -            | Shabab Al Khader        |
| 23    | Murad Ismail Said   | M. SAID            | Centrocampista | 32           | -            | -            | Hilal Al-Quds           |
| D. T. | Saeb Jendeya        | Saeb Jendeya       | Saeb Jendeya   | Saeb Jendeya | Saeb Jendeya | Saeb Jendeya | Saeb Jendeya            |

## Uzbekistán
- Lista final de 23 jugadores anunciada el 30 de diciembre de 2014.[40][41]
- Partidos internacionales y goles actualizados hasta el último partido amistoso previo al torneo contra Irak el 28 de diciembre de 2014.

| #     | Nombre                | Nombre en camiseta | Posición         | Edad             | PJ Sel           | G                | Club               |
| ----- | --------------------- | ------------------ | ---------------- | ---------------- | ---------------- | ---------------- | ------------------ |
| 1     | Eldorbek Suyunov      | SUYUNOV            | Portero          | 23               | 10               | 0                | Nasaf              |
| 2     | Egor Krimets          | KRIMETS            | Defensa          | 22               | 9                | 0                | Pakhtakor Tashkent |
| 3     | Shavkat Mullajanov    | MULLADJANOV        | Defensa          | 28               | 31               | 0                | Lokomotiv Tashkent |
| 4     | Sardor Rashidov       | RASHIDOV           | Centrocampista   | 23               | 16               | 4                | Bunyodkor          |
| 5     | Anzur Ismailov        | ISMAILOV           | Defensa          | 29               | 60               | 1                | Changchun Yatai    |
| 6     | Bahodir Nasimov       | NASIMOV            | Delantero        | 27               | 14               | 5                | Padideh            |
| 7     | Azizbek Haydarov      | HAYDAROV           | Centrocampista   | 29               | 61               | 0                | Al-Shabbab         |
| 8     | Server Djeparov       | DJEPAROV           | Centrocampista   | 32               | 104              | 23               | Seongnam           |
| 9     | Odil Ahmedov          | AKHMEDOV           | Centrocampista   | 27               | 63               | 11               | Krasnodar          |
| 10    | Jamshid Iskanderov    | ISKANDEROV         | Centrocampista   | 21               | 14               | 1                | Pakhtakor Tashkent |
| 11    | Igor Sergeev          | SERGEEV            | Delantero        | 21               | 8                | 4                | Pakhtakor Tashkent |
| 12    | Ignatiy Nesterov      | NESTEROV           | Portero          | 31               | 86               | 0                | Lokomotiv Tashkent |
| 13    | Lutfulla Turaev       | L. TURAEV          | Centrocampista   | 26               | 14               | 0                | Lokomotiv Tashkent |
| 14    | Shukhrat Mukhammadiev | MUKHAMMADIEV       | Centrocampista   | 25               | 7                | 0                | Nasaf              |
| 15    | Jasur Khasanov        | KHASANOV           | Centrocampista   | 31               | 40               | 2                | Lokomotiv Tashkent |
| 16    | Vokhid Shodiev        | SHODIEV            | Delantero        | 28               | 11               | 2                | Bunyodkor          |
| 17    | Sanzhar Tursunov      | TURSUNOV           | Centrocampista   | 28               | 39               | 5                | Vorskla Poltava    |
| 18    | Timur Kapadze         | KAPADZE            | Centrocampista   | 33               | 116              | 10               | Aktobe             |
| 19    | Vitaliy Denisov       | DENISOV            | Defensa          | 27               | 51               | 1                | Lokomotiv Moscú    |
| 20    | Islom Tukhtakhodjaev  | TUHTAHUJAEV        | Defensa          | 25               | 39               | 0                | Lokomotiv Tashkent |
| 21    | Akbar Turaev          | A. TURAEV          | Portero          | 25               | 1                | 0                | Bunyodkor          |
| 22    | Farrukh Sayfiev       | SAYFIEV            | Centrocampista   | 23               | 9                | 0                | Nasaf              |
| 23    | Akmal Shorakhmedov    | SHORAKHMEDOV       | Defensa          | 28               | 18               | 0                | Bunyodkor          |
| D. T. | Mirjalol Qosimov      | Mirjalol Qosimov   | Mirjalol Qosimov | Mirjalol Qosimov | Mirjalol Qosimov | Mirjalol Qosimov | Mirjalol Qosimov   |